# 渡利かき

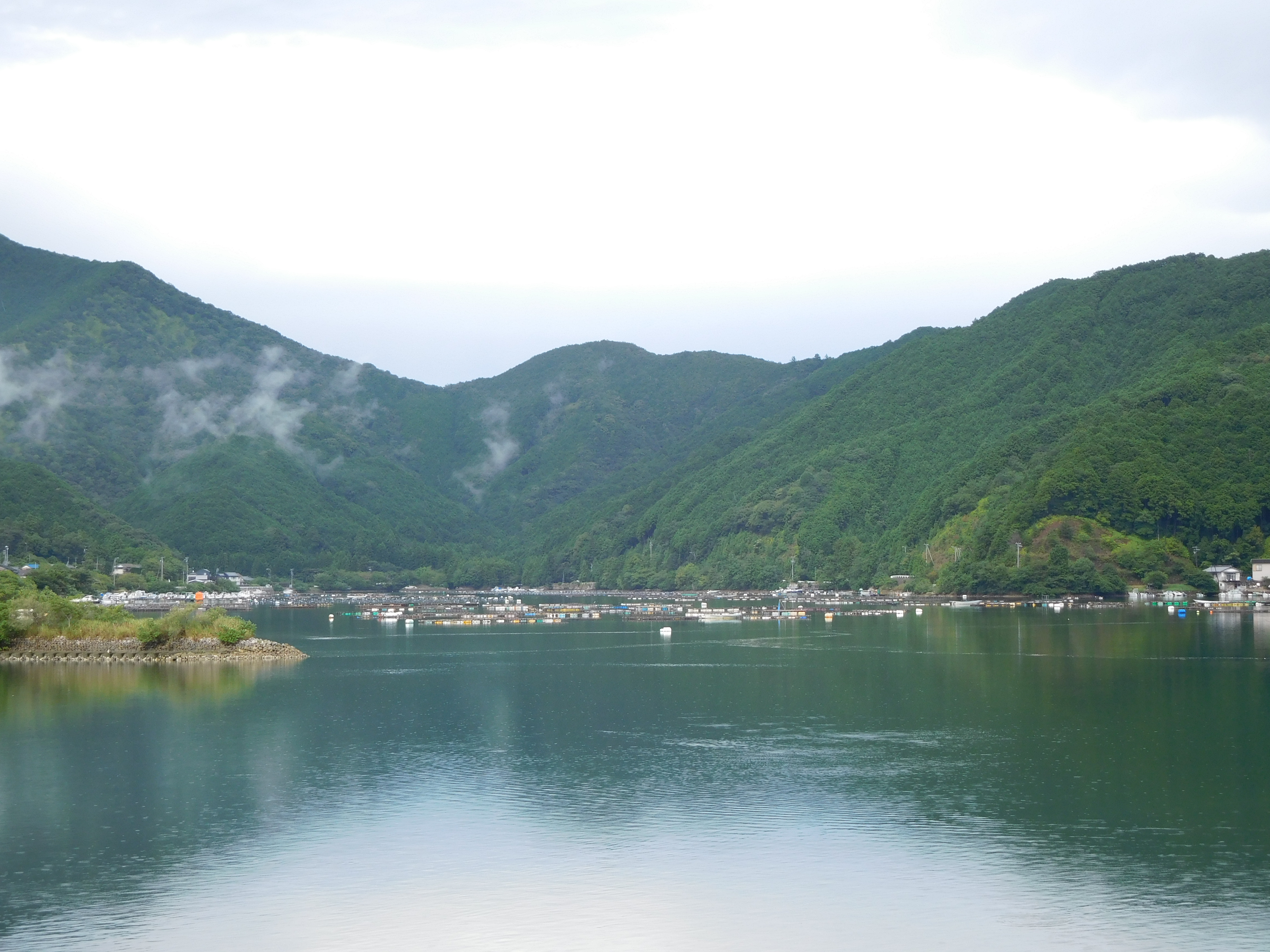
渡利かきの養殖風景

渡利かき（わたりかき、渡利牡蠣）は、三重県北牟婁郡紀北町相賀（あいが）にある白石湖で養殖されるカキ。生産量が少なく、「幻のカキ」の異名を持つ。

## 特徴
汽水湖の白石湖で養殖され、磯臭さやクセがないとされる。生食ではさっぱりした味で、加熱すると味が濃くなる。広島かきなどと比べると小粒であるが、濃厚な味わいで、甘みが強く、グリコーゲンを多く含む。グリコーゲン含有量が多いため、カキの身は全体的に黄色みを帯びる。相賀に近い尾鷲市須賀利町で映画『千年の愉楽』を撮影していた監督の若松孝二は、クランクアップの前祝いを遅刻してまで白石湖に立ち寄り、その場で渡利かきをたらふく食べたというエピソードがある。
2014年（平成26年）時点で渡利かきの養殖業者は9軒ある。年間の生産量は資料によって異なり、13 t、20 t、30 tとされ、いずれにせよ三重県のカキの総出荷量の1 %にも満たない。
渡利かきの「渡利」とは相賀地区内の地名である。渡利は相賀の中心集落からは白石湖をはさんで隔てられている。地元では弘法牡蠣とも呼ばれる。

## 歴史
渡利かきの産地である渡利は相賀地区の一部であり、相賀が古ノ本村（このもとむら、粉本村）と呼ばれていた頃、万治2年（1659年）に初めて住宅が建設された。古ノ本村の一部でありながら、銚子川・船津川流域の木材・薪炭の集散地として賑わい、これらを輸送する廻船のための宿も建つなど、古ノ本の本村よりもやや繁盛していると『紀伊続風土記』に記された集落である。当時から良質なカキの産地として認知されており、安永年間（1772年 - 1781年）には本格的に養殖を行っていたという。同じ三重県で本格的な養殖が始まったのは、的矢かきが1928年（昭和3年）、浦村かきも1929年（昭和4年）頃なので、養殖の歴史は渡利かきの方が長いが、盛んに養殖されるようになったのは同じく昭和初期である。また江戸時代には伊勢神宮の別宮である瀧原宮へ毎年12月に献上していた。

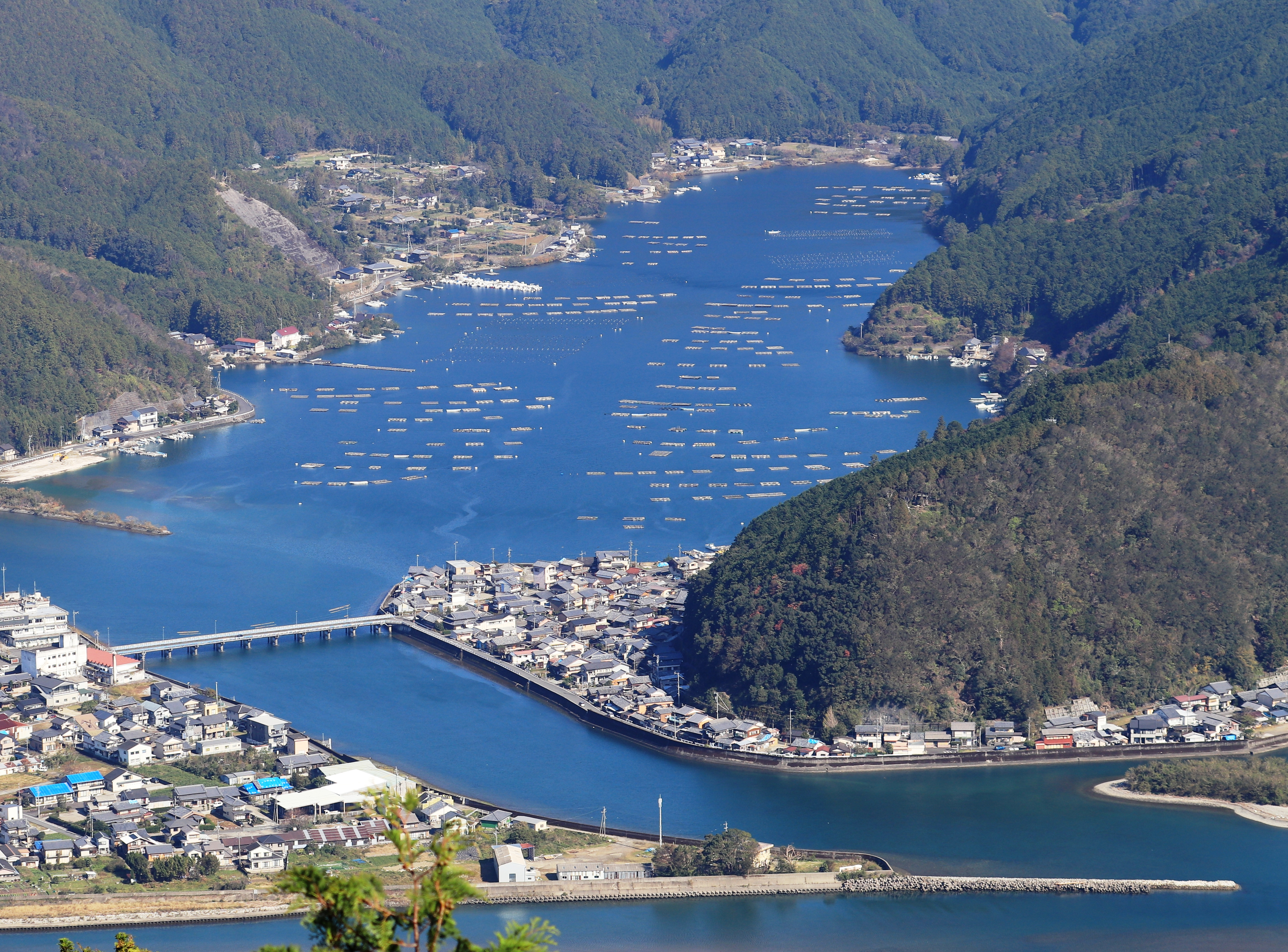
白石湖の養殖筏（2018年11月）

1950年（昭和25年）の引本湾（渡利かき産地）のカキ養殖筏（いかだ）数は三重県全体の24.8%を占め、県内では英虞湾に次ぐ産地であり、浦村かきの生浦湾（おうのうらわん）、的矢かきの的矢湾よりも規模が大きかった。また、的矢湾へ種ガキを供給していた。1970年代前半に養殖筏の台数過多のため渡利かきが十分に育たないという事態を経験し、以降漁場利用への養殖業者の意識が高まった。生産量が少ないため、永らく地元消費がほとんどであったが、2000年代後半より知名度の上昇で、名古屋や東京への出荷量が増加傾向にある。しかし2006年（平成18年）度はノロウイルスの流行でカキの出荷量が例年の3割、単価が4割に落ち込んだため、養殖業者15軒が共同で渡利牡蠣まつりを企画した。まつりは2007年（平成19年）2月11日に開かれ、業者の予想の5倍となる5,000人が詰めかけ、カキフライは祭り開始からすぐに完売、用意された3万個のカキも売り切れた。カキを3個で100円など低廉な価格で販売したため、会場には長蛇の列ができた。2008年（平成20年）2月10日には第2回の渡利牡蠣まつりが開かれ、約7,000人が来場した。

## 白石湖

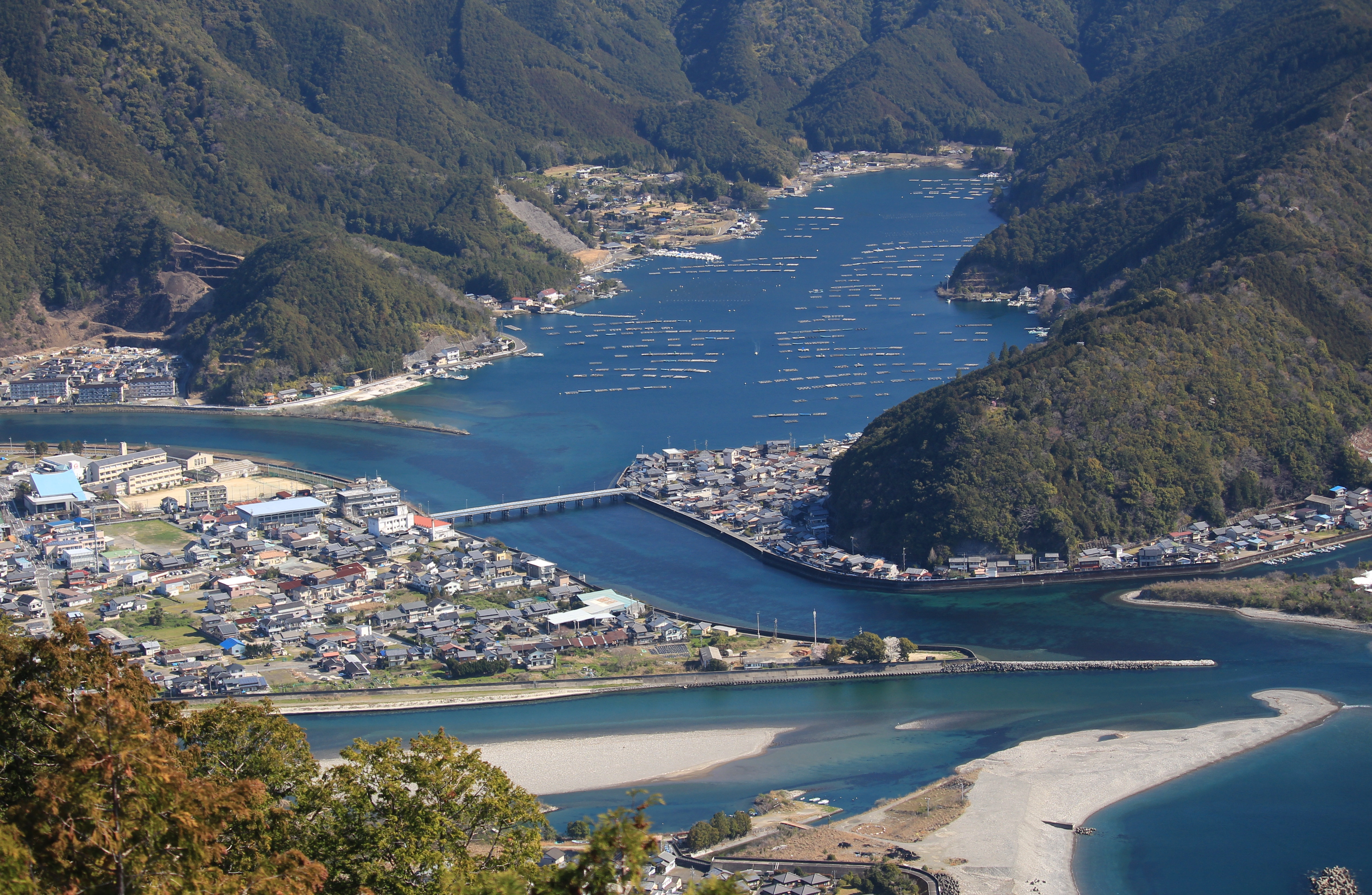
白石湖と船津川、その手前に銚子川の河口部

白石湖（しらいしこ）は、三重県北牟婁郡紀北町相賀の北東にある湖。地元では「小浦」とも呼ばれ、『紀伊続風土記』には「小浦の入海」と記されている。
旧海山町役場の調査によれば、周長3,500 m、水深 12m、東西幅400 m、南北幅1,500 mである（数値はすべて概数）。銚子川と船津川が運搬した土砂の堆積によって形成された堰き止め湖である。汽水湖であり、熊野灘由来の海水と大台山系由来の淡水が混ざり合う。潮の干満によって頻繁に塩分濃度が変化し、大雨になれば水深5 mまで淡水となり、元の汽水に戻るまで1 - 2週間かかる。
本州最南端のカキ養殖湖であり、水温は冬季でも平均14 ℃はあり、ノロウイルスが発生しやすくなる10 ℃を下回らないため、ノロウイルスは発生しにくい。また三重県では唯一のカキの幼生・稚貝を採取できる水域である。

## 生産・流通・消費
渡利かきは採卵から種苗の育成、養殖、出荷まですべて白石湖内で完結する。カキの幼生を採取できる産地は限られており、日本国内でこうした一貫生産体制をとる産地は珍しい。渡利かきの稚貝を他の産地へ移して育てることはできるが、他産地の稚貝を白石湖で養殖することはできない。白石湖は頻繁に塩分濃度が変化する汽水域であり、カキは身を守るため固く殻を閉ざし、グリコーゲンをため込む。またこの時カキの殻に付いたホヤなどの付着生物は死滅するため、湖中の栄養分がカキに十分に行き渡る。
渡利かきの生産は7月にカキのこども（幼生）を採取することから始まる。幼生はプランクトン状態でありルーペで拡大しながら探し、養殖業者でもゴミと見誤ることがある。稚貝の状態で養殖用に出荷することもあり、石川県など寒冷の産地へ出荷する。稚貝を秋口からロープに吊るして湖中に沈め（「本差し」と呼ばれる）、翌年の秋から冬にかけて出荷できる大きさに育つ。ロープに吊るす水深は、塩分濃度の変化を見極めながら上下させる。養殖に使う筏の数や筏に吊るすカキの数は制限があり、狭い漁場に与える負荷を軽減する取り組みが行われている。
出荷時期は11月から3月中旬であり、特に身の締まる2月が旬である。出荷前には紫外線で殺菌する。例年、出荷作業は12月が最盛期で年明けから半月ほど経過すると落ち着いてくる。生産量が少ないため流通先は地元がほとんどであるが、一部は名古屋や東京の飲食店へ出荷される。築地市場には出荷されていない。出荷作業が終わる春には筏の修繕や、採苗のためのホタテガイを海中に吊るす作業を行う。
相賀のある寿司店ではカキフライや焼きガキといった一般的な料理のほか、郷土料理「カキの握り寿司」を提供している。寿司に使うカキは甘辛く煮付けたもので、洋辛子を添えて出される。郷土料理としての「カキの握り寿司」は1940年（昭和15年）には既に存在し、正月や祭りなどのハレの日の食事として重宝されてきた。別の寿司店では紀北町観光協会が開催する「きほくラブめし」で初代グランプリを獲得した「渡利かきのひつまぶし」を考案し、紀勢自動車道紀北PA始神テラスでも2017年（平成29年）から提供を始めた。渡利かきのひつまぶしを食べる作法はウナギを使ったひつまぶしと同じである。地元の養殖業者は生のまま酢醤油で食べるのがおいしいと語っており、肉の代わりに渡利かきを使った「かきカレー」にする家庭もある。加工食品として、オイル漬けなどの瓶詰め商品も生産されている。